# Parque nacional de Mangetti
El Parque nacional de Mangetti es un espacio protegido con el estatus de parque nacional situado en el norte del país africano de Namibia. El parque fue establecido formalmente en el año 2008 y tiene un tamaño de 420 kilómetros cuadrados. Se localiza en la región de Kavango y fue creado con la idea de promover el desarrollo sustentable del turismo con el apoyo de comunidades.